# Hans Ernst Kinck
Hans Ernst Kinck (Øksfjord, 11 ottobre 1865 – Oslo, 13 ottobre 1926) è stato uno scrittore norvegese.
Sotto l'influsso del pensiero di Friedrich Nietzsche reinterpretò la storia norvegese in termini di conflitto tra individuo e stirpe nei romanzi Dottor Gabriel Jahr (Docteur Gabriel Jahr, 1902), Il malandrino (Le maquignon , 1908) e La valanga (L'avalanche, 1918-19).
Scrisse anche saggi e racconti di ambiente italiano e tradusse Giovanni Verga.